# Protoplasma
In citologia il protoplasma è il complesso di sostanze contenute nella cellula che sono circondate dalla membrana cellulare.
L'etimo è stato coniato da Purkyne nel 1839 e in seguito, nel 1844, usato da Mohl per indicare una sostanza vivente attiva all'interno delle cellule. Il protoplasma era stato già descritto nel 1774 dall'abate Bonaventura Corti.
Il protoplasma è composto di una mistura di piccole molecole come ioni, amminoacidi, monosaccaridi e acqua, e da macromolecole come acidi nucleici, proteine, lipidi e polisaccaridi.
Negli eucarioti la parte del protoplasma esterna al nucleo cellulare è detta citoplasma, mentre quella interna si chiama nucleoplasma.
Lo stato del protoplasma dal punto di vista fisico è tuttora oggetto di numerose ricerche, in quanto può passare reversibilmente dallo stato di sol allo stato di gel.